# Societat Cultural Casino de Novelda
La Societat Cultural Casino de Novelda és un club privat que té la seu al carrer Emilio Castelar 23, a la zona centre del municipi de Novelda. Es tracta d'una institució important en la visa social, cultural i patrimonial de la ciutat.

## Història
L'edifici fou inaugurat el 1888. El projecte va ser dissenyat per l'arquitecte Antonio Puigcerver i les obres van ser acabades pels constructors José i Eduardo Beltrá Navarro anys després es va comprar el parcel·lar posterior de l'edifici i, el 1903, la resta del recinte. En eixa època, el Casino de Novelda se situava en els límits de Novelda. Durant la Guerra Civil l'edifici va ser pres com quarter general de les Milícies Populars Antifeixistes, s'habilità per llar-escola pro-infància obrera i altres activitats de caràcter benèfic i cultural. Van convertir el casino en un hospital, per la qual cosa quedà totalment desmantellat. Molts dels quadres que en finalitzar la guerra tornaren al Casino, se destruïren en l'incendi que se va produir el 1994. Després d'una rehabilitació immediata, el Casino de Novelda segueix amb les seues activitats culturals (exposicions, conferències, etc.) fins a l'actualitat. Una personalitat destacada en la presidència de la institució va ser, per un temps breu, el catedràtic i cronista de Novelda Francisco Escolano Gómez. La primera dona en exercir eixe càrrec ha estat Atala Crespo Pérez-Beneyto.
Té un edifici principal de dos plantes envoltat per un ampli jardí amb un artístic templet on les bandes musicals amenitzen les nits d'estiu. A més a més, té una pista de futbol sala i una zona recreativa per als xiquets de la societat. L'edifici té dues plantes amb grans salons (per a jocs, tertúlies, exposicions, conferències, concert de piano, etc.). Destaca per la seua varietat d'estils artístics: neoclàssic, barroc, modernista. Cal fer menció al magnífic Saló de Tapissos, amb pintures i reproduccions de les escoles flamenca i francesa i al Saló Migdia i al dels Espills. Aquest lloc mostra l'esplendor viscut en el finals del segle xix i principis del segle xx gràcies al desenvolupament de la burgesia comercial noveldera.

## Imatges

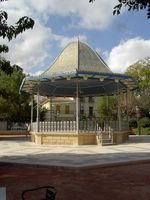
Jardí del Casino de Novelda
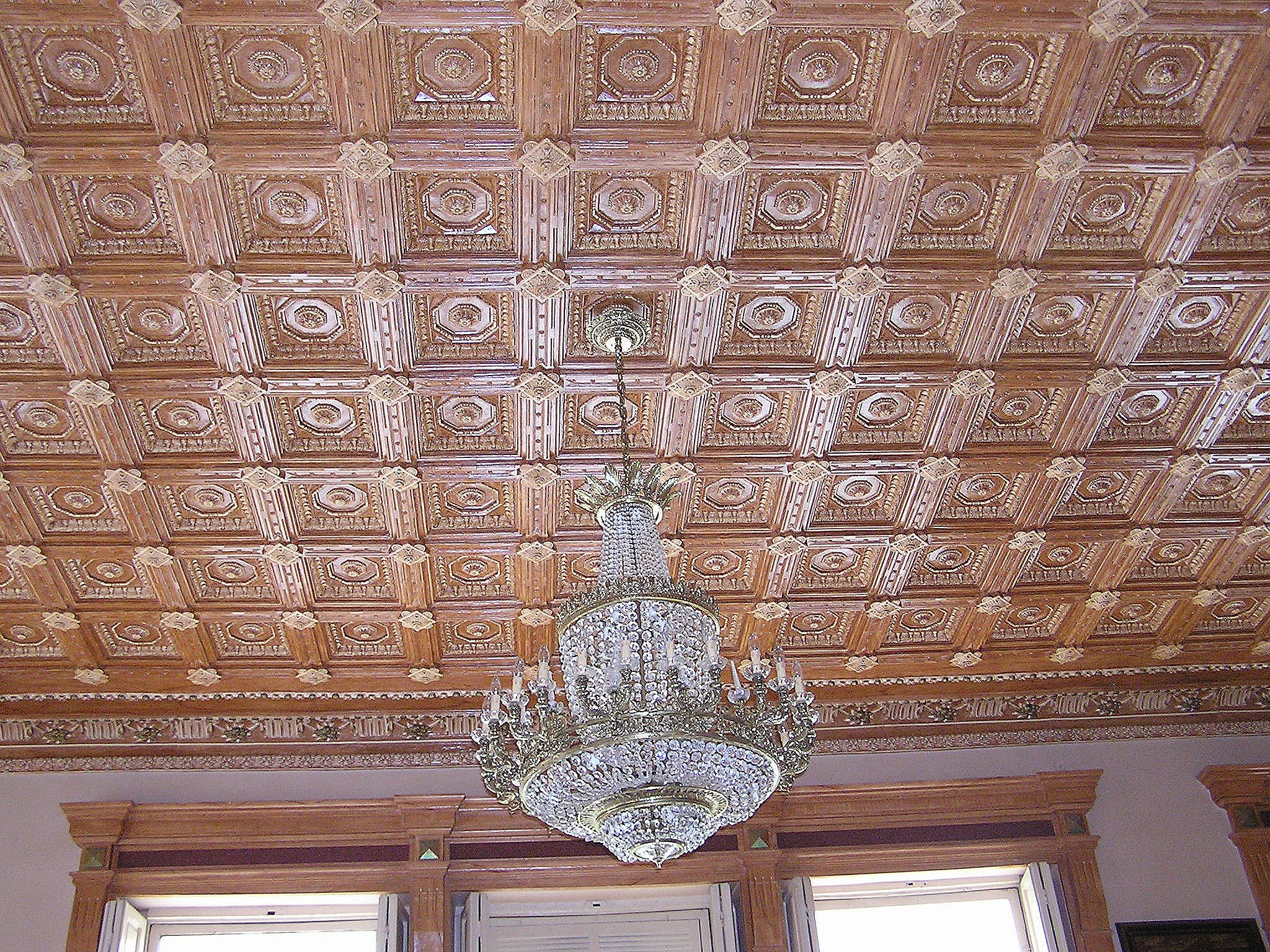
Sostre d'una sala
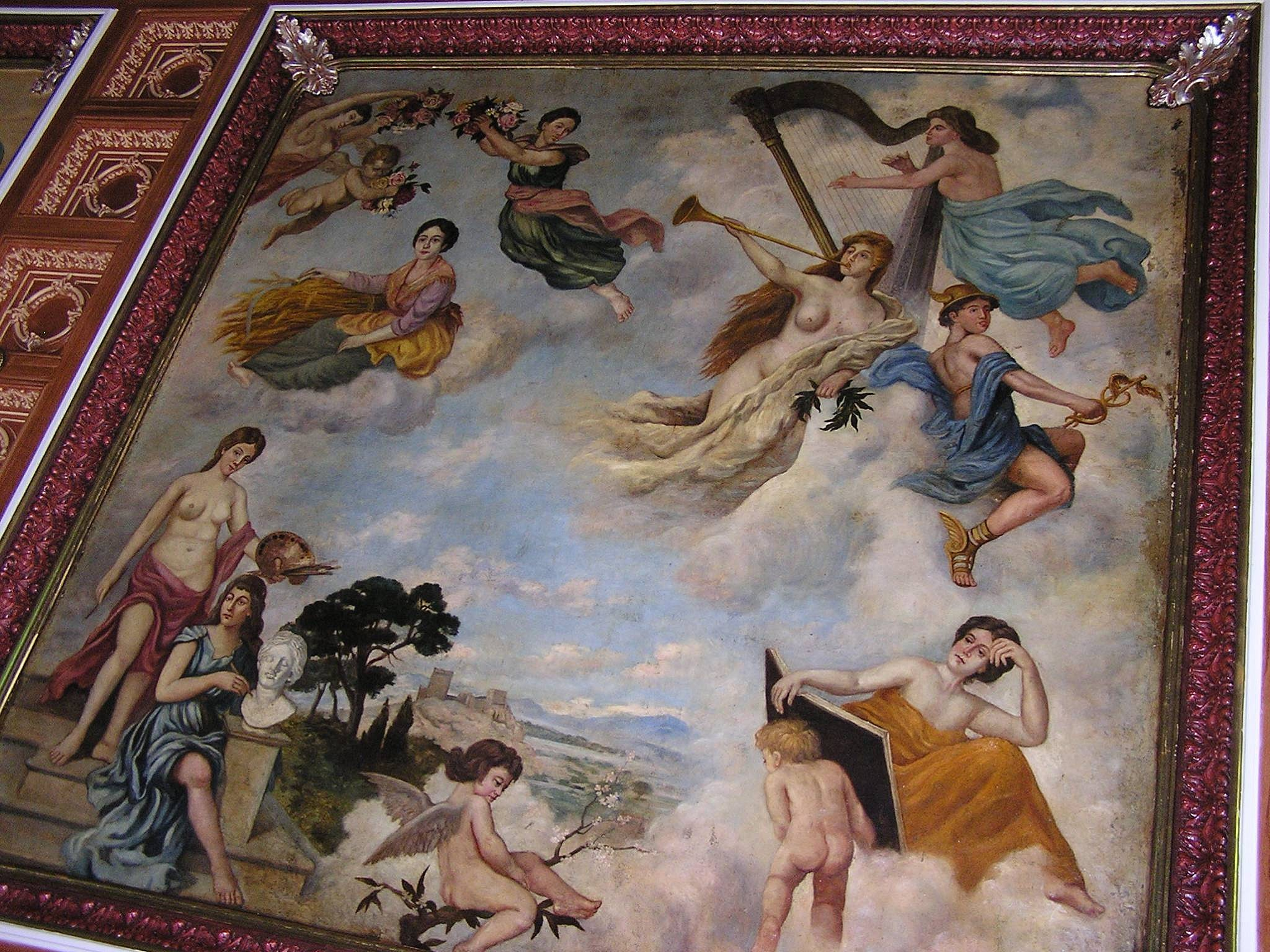
Pintura a l'interior del Casino
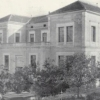
Imatge antiga del Casino